# Miri Rubin
Miri Rubin (née le 26 janvier 1956) est historienne et professeure d'histoire médiévale et moderne à l'université Queen Mary de Londres.

## Biographie
Elle fait ses études à l'Université hébraïque de Jérusalem et à l'Université de Cambridge, où elle obtient son doctorat et obtient ensuite une bourse de recherche post-doctorale au Girton College. Rubin étudie l'histoire sociale et religieuse de l'Europe entre 1100 et 1500, en se concentrant sur les interactions entre les rituels publics, le pouvoir et la vie communautaire.
En 2012, elle donne une conférence Turku Agora. En 2017, elle donne les conférences Wiles à l'Université Queen's de Belfast.
Ses livres sont bien accueillis dans les journaux et les revues académiques. The Guardian appelle sa Hollow Crown "une magnifique histoire de la fin du Moyen Âge". Le TLS considère son Cities of Strangers comme un "livre réfléchi et pionnier".